# Томилов, Яков Георгиевич
Яков Георгиевич Томилов (6 ноября 1929 — 5 июля 1974) — передовик советского сельского хозяйства, комбайнёр колхоза имени Мичурина Исетского района Тюменской области, Герой Социалистического Труда (1972).

## Биография
Родился в 1929 году в селе Бархатово Исетского района Тюменской области, в русской многодетной крестьянской семье. 
Окончил начальную школу в родном селе. В 1941 году отца призвали в Красную Армию, Яков Георгиевич пошёл работать в местный колхоз в полеводческую бригаду. После окончания войны завершил обучение на механизатора в городе Ишиме. Стал работать трактористом.   
В 1951 году был призван в Армию. Служил в частях Сибирского военного округа в Томске. Демобилизовался в 1954 году.
Вернулся в родное село, стал работать шофёром. В 1959 году стал трудиться комбайнёром. Затем был заведующим гаражом, однако в уборочную страду всегда садился за штурвал комбайна. В 1970 году скосил урожай на площади 260 гектаров, намолотил свыше 7000 центнеров зерна. Был награждён орденом Октябрьской Революции.
В 1972 году значительно превысил рекордные показатели. Намолот зерна составил 10300 центнеров.    
Указом Президиума Верховного Совета СССР от 13 декабря 1972 года за достижение высоких показателей в производстве продукции сельского хозяйства Якову Георгиевичу Томилову было присвоено звание Героя Социалистического Труда с вручением ордена Ленина и медали «Серп и Молот».
Член КПСС. Член Исетского райкома КПСС. 
Проживал в городе Усть-Лабинск.
Умер 5 июля 1974 года находясь за рулём автомобиля, направлялся на отдых к Чёрному морю. Похоронен в родном селе.

## Награды
За трудовые успехи был удостоен:
- золотая звезда «Серп и Молот» (13.12.1972)
- орден Ленина (13.12.1972)
- Орден Октябрьской Революции (06.05.1971)
- Медаль «За трудовое отличие» (08.06.1966)
- другие медали.